# Сахароносные растения
Сахароносные растения или просто сахароносы — растения, накапливающие в тканях своих органов (в стеблях, клубнях или плодах) значительное количество сладкого сока, включающего сахарозу или глюкозу, крахмал или инулин.  
Растения используемые для промышленного получения сахара являются естественным источником сахара для питания человека и считаются важными техническими сельскохозяйственными культурами, служащими сырьём для сахарной промышленности. 
Наиболее распространённые сахароносные культуры в тропическом климате — сахарный тростник, в умеренных широтах — сахарная свёкла.
Широко известные сахароносные культуры:
| Семейство | Латинское название           | Русское название  | Часть растения    | Сахар              |
| --------- | ---------------------------- | ----------------- | ----------------- | ------------------ |
| Злаки     | Saccharum officinarum        | Сахарный тростник | Стебель           | тростниковый сахар |
| Маревые   | Beta vulgaris "Saccharifera" | Сахарная свёкла   | Корнеплод         | свекловичный сахар |
| Пальмовые | Cocoa nucifera               | Кокосовая пальма  | цветочные початки | пальмовый сахар    |

Помимо указанных культур заметное количество сахаров содержат многие другие растения, например: сорго сахарное, столовые сорта кукурузы, топинамбур, сахарная пальма, винная пальма, сахарный клён, арбуз, дыня, верблюжья колючка (из которой выделяют так называемую персидскую манну), рожковое дерево, цикорий и многие другие.